# ブシロードグループパブリッシング
株式会社ブシロードグループパブリッシング（英: Bushiroad Group Publishing Inc.、略称：ブシロードGP〈ブシロード・ジー・ピー〉）は、かつて存在した日本の持株会社。

## 概要
東京都中野区に本社を置き、ブシロードグループを率いていた持株会社。主にエンターテインメント業界を中心に複数の企業を傘下に収めており、トレーディングカードゲーム市場において上位シェアを占めるブシロードや、アントニオ猪木が創設した新日本プロレスリングを子会社として擁していた。
そのほかにも、広告代理店業を営むブシロードメディアや、レコード会社のブシロードミュージックなどを所有している。かつてはコンテンツビジネスを中心に事業展開していたブロッコリーを傘下に収めていたが、2020年には資本業務提携という形で契約を締結した。
2013年にブシロードと統合。
後述の通り、木谷高明及びその親族の資産管理会社を前身としており、2021年現在のその役割は「株式会社中野坂上」が担っており、ブシロードの第2位株主でもある。

## 沿革

### ブロッコリー
山一證券を退社してブロッコリーを創業した木谷高明によって、2002年10月1日に設立された。設立当初の社名は「有限会社ナカ企画」であり、当初は木谷家の資産管理会社として位置づけられていた。そのため、木谷が創業したブロッコリーの株式を多数所有していた。
2003年時点では、ナカ企画の所有するブロッコリー株は190万株に達しており、同社の株式の約17%を占める主要株主（所有株式比率第2位）となっていた。また、木谷個人でも286万4000株を所有しており、同社の株式の約25%を占める筆頭株主（第1位）であった。そのため、木谷個人とナカ企画とを合わせれば、ブロッコリーの株式のうち4割以上を所有する構図となっていた。
しかし、同年、ブロッコリーはタカラの資本参加を受けることとなり、木谷からタカラへの株式譲渡や、第三者割当増資などを経て、タカラが1000万株を取得するに至った。その結果、タカラはブロッコリーの株式の約52%を占める筆頭株主（第1位）となり、同社を子会社化した。それに対して、木谷個人の所有株式比率は約5%（第3位）にまで低下した。また、ブロッコリーの経営不振の責任を取るため、木谷個人からタカラへ株式譲渡した際の代金は、その全額がブロッコリーに贈与された。
その後、2006年のデットエクイティスワップにより、所有株式比率は木谷個人が約3%（第7位）、ナカ企画が約6%（第6位）と大幅に低下した。同年10月、木谷がブロッコリーの代表取締役を辞任し、翌年には取締役会長も辞任したことから、木谷やナカ企画はブロッコリーの経営から事実上退いた。

### ブシロード
ブロッコリーを離れた木谷高明は、2007年にブシロードを創業した。それにともない、ナカ企画はブシロードに出資し、同社の親会社となった。2011年12月27日には、「有限会社ナカ企画」から「株式会社ブシロードグループパブリッシング」に社名を変更した。
2012年には、ユークスから新日本プロレスリングの全株式を5億円で譲渡された。それにともない、新日本プロレスリングを子会社化した。

## 年表
- 2002年 - 有限会社ナカ企画が発足。
- 2007年 - 株式会社ブシロードを設立。
- 2011年 - 株式会社ブシロードグループパブリッシングに社名変更。
- 2012年 - 新日本プロレスリング株式会社を子会社化。
- 2012年 - 株式会社響ミュージック（現：ブシロードミュージック）を設立。
- 2013年 - 株式会社ブシロードと合併。

## 歴代社長
| 代                                   | 氏名         | 就任日         | 退任日         |              |
| ナカ企画社長                         | ナカ企画社長 | ナカ企画社長   | ナカ企画社長   | ナカ企画社長 |
| ------------------------------------ | ------------ | -------------- | -------------- | ------------ |
| 1                                    | 木谷高明     | 2002年10月1日  | 2011年12月26日 |              |
| ブシロードグループパブリッシング社長 |              |                |                |              |
| 1                                    | 木谷高明     | 2011年12月27日 | （現職）       |              |

## 関連企業

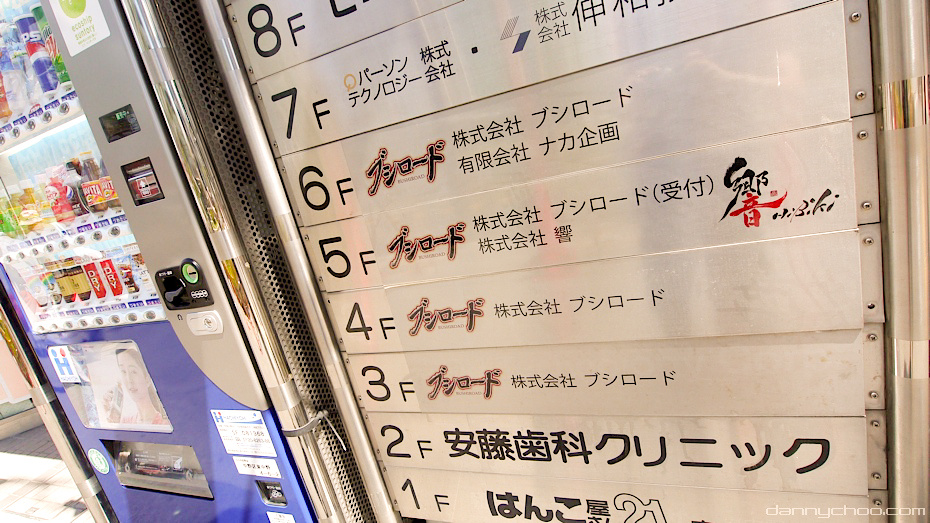
2010年8月当時の旧本社。旧社名である有限会社ナカ企画と表記されている

### 傘下企業
- 株式会社ブシロード
- 株式会社ブシロードメディア
- 株式会社ブシロードミュージック
- 新日本プロレスリング株式会社
- Bushiroad South East Asia Pte. Ltd.（シンガポール現地法人）
- Bushiroad USA Inc.（アメリカ合衆国現地法人）
- Bushiroad Europe GmbH（ドイツ現地法人）

### 過去の傘下企業
- 株式会社ブロッコリー